# Leptostylopsis jamaicensis
Leptostylopsis jamaicensis es una especie de escarabajo longicornio del género Leptostylopsis, tribu Acanthocinini, familia Cerambycidae. Fue descrita científicamente por Gahan en 1895.

## Distribución
Se distribuye por Jamaica.

## Descripción
La especie mide 9-11 milímetros de longitud.